# Bida, Nigeria
Bida este un oraș din Nigeria. Are o suprafață de 51 km².